# Toafa Takaniko
Toafa Takaniko (ur. 29 maja 1985 na Futunie) – francuski siatkarz, reprezentant kraju. W 2009 znalazł się w kadrze narodowej, która zdobyła wicemistrzostwo Europy.

## Sukcesy klubowe
Mistrzostwo Francji:
- 2006, 2007

Puchar Francji:
- 2007, 2016, 2017

Superpuchar Francji:
- 2016

## Sukcesy reprezentacyjne
Mistrzostwa Europy:
- 2009

Igrzyska Śródziemnomorskie:
- 2013